# Distrito de Cairani

División política de Tacna.

El distrito de Cairani es uno de los 6 distritos de la provincia de Candarave, ubicada en el departamento de Tacna, Perú.
Desde el punto de vista jerárquico de la Iglesia católica forma parte de la Diócesis de Tacna y Moquegua la cual, a su vez, pertenece a la Arquidiócesis de Arequipa.

## Demografía
Cuenta con una población de 1,355 habitantes.

## Autoridades

### Municipales
- 2015 - 2018[3]
  - Alcalde: Tito Mamani Mamani, del Movimiento Cívico Peruano.
  - Regidores:

  1. Florencio Cutipa Machaca (Movimiento Cívico Peruano)
  2. Adilson Capugra Chávez (Movimiento Cívico Peruano)
  3. Elsa Basilia Machaca Cacallica (Movimiento Cívico Peruano)
  4. Doris Gallegos Causa de Gallegos (Movimiento Cívico Peruano)
  5. Yeny Carmen Cahuana Perca (Partido Aprista Peruano)